# La profezia delle ranocchie
La profezia delle ranocchie (La Prophétie des grenouilles) è un film francese d'animazione realizzato da Jacques-Rémy Girerd e prodotto dallo studio Folimage, uscito al cinema in Francia nel 2003 ed in Italia l'8 ottobre 2004.

## Trama
Tom è un bambino di dieci anni che vive con i suoi genitori adottivi: Ferdinand, un agricoltore dalla lunga barba bianca che chiama "nonno", e Juliette, una donna nera  molto benevolente che chiama "mamma". Alle loro cure viene affidata Lili, una bambina di nove anni, i cui genitori, i proprietari dello zoo locale, devono assentarsi per andare in Africa, a cercare dei coccodrilli per il loro zoo.
La situazione però non è affatto semplice come dovrebbe essere: le ranocchie di tutti gli stagni e le lagune della regione fanno degli strani raduni in cui si scambiano dei dati numerici. Durante una grande riunione, arriva la sentenza: i risultati riferiti da tutte le ranocchie annunciano un diluvio di quaranta giorni e quaranta notti, che allagherà tutte le terre emerse. Le rane tentano di avvertire gli esseri umani. Tom e Lili le sentono ma è ormai troppo tardi: arriva il diluvio. Ma per fortuna, la famiglia, gli animali della fattoria e quelli dello zoo dei genitori di Lili riescono a rifugiarsi nella torre-pollaio appena in tempo. Alla fine del temporale, tutti si rendono conto che la torre galleggia sulla camera d'aria troppo gonfia del trattore di Ferdinand, e che apparentemente sono gli unici sopravvissuti.
Ben presto, si pone la questione della sussistenza. Ferdinand ha fortunatamente stoccato 28 tonnellate di patate all'ultimo piano della torre: tutti dai polli al leone, si nutrono perciò di patatine fritte.
Solo la personalità di Ferdinand, rispettato da tutti, permette alla piccola società di funzionare, tanto  che i carnivori mettono in questione il regime alimentare e vorrebbero mangiare della carne. Una tartaruga ferita, sfuggita a un attacco di coccodrilli, si aggiunge al  gruppo. Il suo racconto e il fatto che abbia dovuto la sua salvezza alla boa dei genitori di Lili fa comprendere a quest'ultima che i suoi genitori sono morti. Alcuni giorni dopo, i carnivori sono interpellati da una voce misteriosa che li incita a ribellarsi, e cercano di divorare una capra. Ferdinand però interviene in tempo e li sistema in una vasca, attaccata alla torre galleggiante con una corda, per punirli.
Una sera, la tartaruga fa dei segnali luminosi e i coccodrilli s'avvicinano. Si scopre allora che essa ha promesso di lasciar loro divorare tutti, e che indicherà loro il momento più opportuno. Perché i carnivori, dalla loro vasca, hanno appreso le parole della tartaruga, che dà tutta la colpa a Ferdinand, dopodiché permette loro di riguadagnare discretamente la torre, di cui s'impadroniscono. I carnivori gettano Ferdinand a mare, dove lo segue Juliette; Tom e Lili vengono catturati e legati in attesa di servire da colazione. La tartaruga confessa di volersi  vendicare degli esseri umani, che hanno fatto tanto male alla sua specie.
Poco prima dell'alba, la tartaruga dà il segnale ai coccodrilli, ma viene sorpresa dai carnivori che si lanciano al suo inseguimento. Si scopre anche che li ha incoraggiati a rivoltarsi per  manipolarli meglio. Nello stesso momento, il gatto Bernard libera i due bambini, che a loro volta liberano tutti gli erbivori. Tutti insieme, fanno funzionare il vecchio trattore di Ferdinand (a cui viene attaccato un sistema di rute a pale), cosa che permette loro di sfuggire ai coccodrilli: s'ingaggia un inseguimento, durante il quale si ritrovano Ferdinand e Juliette, alla deriva da due giorni.
Alla fine, la tartaruga riesce a bloccare il trattore. Inizia il faccia a faccia tra il piccolo gruppo e i coccodrilli. Uno degli elefanti riesce a sottrarre alla tartaruga il suo carapace: tutti scoprono che le uova che essa conservava dicendo che erano le sue, erano in realtà quelle dei coccodrilli, che ha dunque ingannato. Il rapporto di forza si rovescia e tutti si rivoltano contro la tartaruga, che è sul punto d'essere linciata. È allora che Ferdinand torna sul natante, esortando vigorosamente la folla di animali alla clemenza.
Poco tempo dopo, in un giorno nebbioso, la gatta Françoise si sgrava, suscitando l'interesse di tutti. Si scorgono allora gli elefanti Roger e Denise davanti alla porta... cosa che significa che sono scesi dall'imbarcazione! In effetti, la torre si è arenata su una montagna. Quando la  bruma si alza, si nota che su ogni sommità c'è una nave, e che gli uomini sono sopravvissuti. Per celebrare la fine del diluvio, si organizza una grande festa, alla quale finiscono per arrivare i genitori di Lili, che non solo sono vivi, ma non sono al corrente di niente, perché il diluvio non aveva toccato l'Africa.

## Distribuzione
Il film uscì il 3 dicembre 2003 nelle sale cinematografiche francesi e l'8 ottobre 2004 in quelle italiane.

### Home video
Quindici anni dopo la prima edizione francese per lo home video, il 5 novembre 2019 è uscita in patria un'edizione combinata DVD + Blu-ray per la Folimage. Tra i contenuti extra si trovano un making of di 56 minuti e due dossier pedagogici in pdf, uno a cura della Ligue de l'enseignement e l'altro della rete educativa Canopé.
In Italia il film è uscito in VHS e DVD nel 2004 per la Twentieth Century Fox Home Entertainment, e nel 2008 in una nuova edizione DVD per la 01 Home Entertainment. La colonna sonora del film è stata pubblicata in CD il 2 dicembre 2003.

## Riconoscimenti
- 2004 - Giffoni Film Festival
  - Candidato come miglior film Kidz

## Opere derivate
Lo stesso Jacques-Rémy Girerd ha tratto dal soggetto del suo film un libro per l'infanzia, illustrato da Iouri Tcherenkov.